# Sainte-Suzanne (Ariège)
Sainte-Suzanne ist eine französische Gemeinde mit 249 Einwohnern (Stand 1. Januar 2022) im Département Ariège in der Region Okzitanien. Sie gehört zum Kanton Arize-Lèze und zum Arrondissement Saint-Girons.

## Lage
Sie grenzt
- im Norden an Canens, Massabrac und Saint-Ybars,
- im Osten an Villeneuve-du-Latou,
- im Süden an Le Fossat, Carla-Bayle und Sieuras,
- im Westen an Lapeyrère.

## Bevölkerungsentwicklung

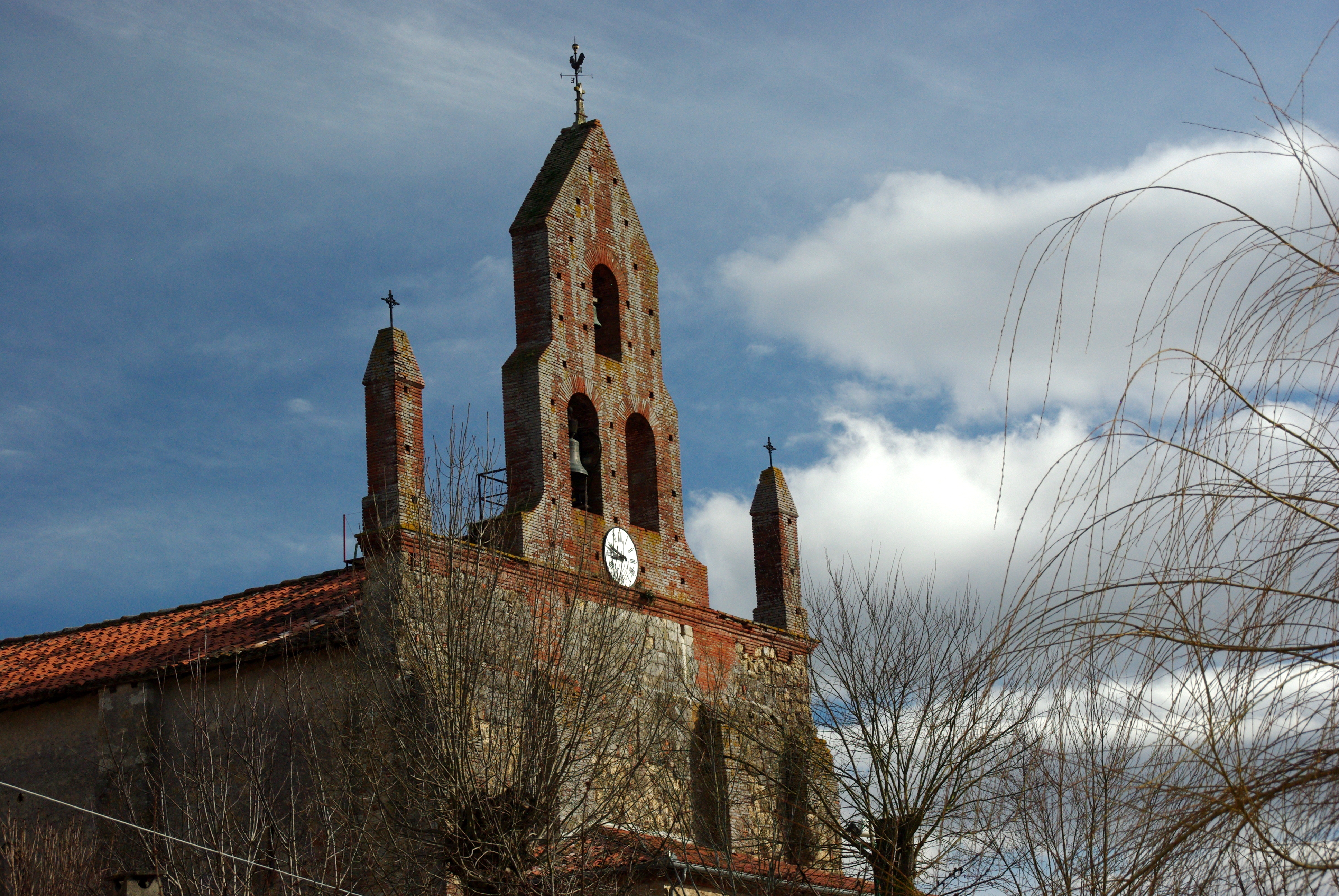
Kirche Sainte-Suzanne, Monument historique seit 1989

| Jahr                       | 1962 | 1968 | 1975 | 1982 | 1990 | 1999 | 2008 | 2016 |
| -------------------------- | ---- | ---- | ---- | ---- | ---- | ---- | ---- | ---- |
| Einwohner                  | 242  | 233  | 224  | 190  | 174  | 192  | 242  | 237  |
| Quellen: Cassini und INSEE |      |      |      |      |      |      |      |      |